# 1941 في المملكة المتحدة
فيما يلي قوائم الأحداث التي وقعت خلال عام 1941 في المملكة المتحدة.

## ظهور
- 1 يناير – ن أو م؟ كتاب من تأليف أجاثا كريستي.

## أفلام
من الأفلام التي صدرت هذه السنة في المملكة المتحدة:
- 1 يناير – السيدة هاملتون من إخراج الكسندر كوردا.
- 1 يناير – النظير 49 من إخراج مايكل باول.

## كتب
من الكتب التي صدرت هذه السنة في المملكة المتحدة:
- 1 يناير – شر تحت الشمس من تأليف أجاثا كريستي.
- 1 يناير – ن أو م؟ من تأليف أجاثا كريستي.

## مواليد

### يناير
- 1 يناير – كريس ديت[1]
- 1 يناير – مارتن إيفانز[2]
- 7 يناير – جون شتاينر ممثل من المملكة المتحدة.[3]
- 7 يناير – جون ووكر[4]
- 8 يناير – غراهام تشابمان[5]
- 12 يناير – لونغ جون بولدري[6]
- 16 يناير – كريستين ترومان لاعبة كرة مضرب من المملكة المتحدة.[7]
- 27 يناير – بيترس تنزلي عالمة فلك نيوزيلندية.[8]

### فبراير
- 10 فبراير – مايكل أبتيد[9]
- 17 فبراير – جوليا مكينيز[10]
- 19 فبراير – جيني تونج سياسية بريطانية.

### مارس
- 6 مارس – ميشيل جورمان أمين مكتبة من المملكة المتحدة.[11]
- 22 مارس – جيرمي كلايد[12]
- 25 مارس – مايكل رايت درّاج طريق من المملكة المتحدة.

### أبريل
- 8 أبريل – فيفيان ويستوود[13]
- 12 أبريل – بوبي مور لاعب كرة قدم إنجليزي.[14]
- 13 أبريل – مارجريت برايس[15]
- 24 أبريل – مالكولم وايت لاعب كرة قدم إنجليزي.
- 25 أبريل – منى الحسين

### مايو
- 11 مايو – إيريك بيردن[16]

### يونيو
- 6 يونيو – ألكسندر كوكبورن[17]
- 14 يونيو – رونالد كيبل درّاج طريق من المملكة المتحدة.
- 17 يونيو – نيكولاس هاندي كيميائي بريطاني.
- 20 يونيو – روبرت أكلاند[18]
- 20 يونيو – ستيفن فريرز[19]
- 22 يونيو – رالف ميلر لاعب كرة قدم من المملكة المتحدة.
- 23 يونيو – كيث نيوتن لاعب كرة قدم إنجليزي.

### يوليو
- 6 يوليو – ديفيد كريستال[20]
- 7 يوليو – ميخائيل هوارد سياسي بريطاني.[21]
- 11 يوليو – تيموثي هيربرت جراح أسترالي.
- 29 يوليو – ديفيد وارنر ممثل بريطاني.[22]
- 31 يوليو – برايان هيل لاعب كرة قدم إنجليزي.[23]

### أغسطس
- 23 أغسطس – أونورا أونيل فيلسوفة بريطانية.[24]
- 29 أغسطس – توني بالمر[25]

### سبتمبر
- 6 سبتمبر – رونالد ويلسون لاعب كرة قدم من المملكة المتحدة.
- 24 سبتمبر – توني روتر متسابق دراجات نارية من المملكة المتحدة.
- 27 سبتمبر – بيتر بونيتي لاعب كرة قدم إنجليزي.[26]
- 30 سبتمبر – كماليش شارما دبلوماسي هندي.

### أكتوبر
- 5 أكتوبر – ستيفاني كول[27]
- 14 أكتوبر – روجر تايلور لاعب كرة مضرب بريطاني.
- 15 أكتوبر – ديف ووكر لاعب كرة قدم إنجليزي.
- 28 أكتوبر – هانك مارفن[28]
- 30 أكتوبر – بوب ويلسون لاعب كرة قدم من المملكة المتحدة.
- 31 أكتوبر – ديريك بيل سائق فورمولا 1 من المملكة المتحدة.

### نوفمبر
- 2 نوفمبر – بيلي نيلسون
- 18 نوفمبر – آلان رودكين
- 23 نوفمبر – ألان مولري لاعب ومدرب كرة قدم إنجليزي.[29]

### ديسمبر
- 8 ديسمبر – جيوف هورست لاعب كرة قدم إنجليزي.[30]
- 10 ديسمبر – كين كامبل ممثل بريطاني.[31]
- 18 ديسمبر – وليام أمير جلوستر دبلوماسي من المملكة المتحدة.[32]
- 31 ديسمبر – أليكس فيرغسون لاعب ومدرب كرة قدم اسكتلندي.[33]

## وفيات

### يناير
- 1 يناير – ألف سميث (مواليد 1880) لاعب كرة قدم إنجليزي.
- 1 يناير – فريدريك غريفيث (مواليد 1879)[34]
- 5 يناير – إيمي جونسون (مواليد 1903) طيارة من المملكة المتحدة.[35]
- 8 يناير – بادن باول (مواليد 1857)[36]

### فبراير
- 1 فبراير – والتر أبوت (مواليد 1877) لاعب كرة قدم إنجليزي.
- 12 فبراير – تشارلز فويسي (مواليد 1857)[37]
- 24 فبراير – روبرت بايرون (مواليد 1905) كاتب بريطاني.[38]

### مارس
- 28 مارس – فرجينيا وولف (مواليد 1882) كاتبة إنجليزية.[39]

### أبريل
- 9 أبريل – جورج سيموند (مواليد 1867) لاعب كرة مضرب بريطاني.

### مايو
- 7 مايو – جيمس فريزر (مواليد 1854)[40]
- 31 مايو – جون كادمان (مواليد 1877) رائد أعمال من المملكة المتحدة.[41]

### يونيو
- 19 يونيو – بيغي ميشل (مواليد 1905) لاعبة كرة مضرب من المملكة المتحدة.
- 28 يونيو – جورج فريدريك ستيل (مواليد 1868) طبيب أطفال من المملكة المتحدة.[42]

### يوليو
- 11 يوليو – آرثر إيفانز (مواليد 1851)[43]
- 14 يوليو – ريتشارد توماس بيكر (مواليد 1854) عالم نبات أسترالي.[44]
- 23 يوليو – جوزيف جونز (مواليد 1887)

### أغسطس
- 24 أغسطس – تيودور مافروجورداتو (مواليد 1883) لاعب كرة مضرب بريطاني.

### سبتمبر
- 11 سبتمبر – هاري غرينديل ماثيوز (مواليد 1880)[45]
- 18 سبتمبر – فريد كارنو (مواليد 1866)[46]

### أكتوبر
- 1 أكتوبر – هيربرت باملت (مواليد 1882)

### نوفمبر
- 3 نوفمبر – أرثر وليام هيل (مواليد 1875) عالم نبات بريطاني.[47]
- 7 نوفمبر – فرانك بيك (مواليد 1878)[48]
- 15 نوفمبر – وول هاندلي (مواليد 1902)